# 安托尼夫卡 (新烏希齊亞區)
48°50′11″N 27°8′5″E / 48.83639°N 27.13472°E
安托尼夫卡（烏克蘭語：Антонівка），是烏克蘭西部的村莊，隸屬赫梅利尼茨基州的卡緬涅茨-波多利斯基區。該村始建於1761年，面積1.75平方公里，海拔高度262米，2001年人口621，人口密度每平方公里355.1人。